# Ed King
Ed King (Glendale, 14. rujna 1949. – Nashville, 22. kolovoza 2018.) bio je američki glazbenik, gitarist i bas gitarist.

## Životopis
Jedan je od osnivača sastava Strawberry Alarm Clock sredinom 1960-ih. Sastavu Lynyrd Skynyrd pridružio se 1972. mijenjujući basistu Leona Wilkesona. Nakon povratka Wilkesona u sastav, King je nastavio svirati gitaru, čime je postao treći gitarist sastava, što je u to vrijeme bila rijetka pojava.
Kao tekstopisac, sudjelovao je u stvaranju pjesme "Sweet Home Alabama", a sudjelovao je i u stvaranju pjesama "Poison Whiskey", "Saturday Night Special", "Mr. Banker", "Swamp Music", "Whiskey Rock-a-Roller", "Railroad Song", "I Need You" te "Workin' For MCA", što kao tekstopisac, što kao kompozitor. 
Sastav je napustio 1975. kada ga je zamijenio Steve Gaines. Imao je zapaženu ulogu u ponovnom okupljanju sastava 1987. te njihovu daljnjem djelovanju, ali je zbog zdravstvenih razloga morao napustiti sastav 1995. Zamijenio ga je Rickey Medlocke.

## Vanjske poveznice
- Ed King na discogs.com